# František Jan Šťastný
František Jan Šťastný, někdy též Štiasný, Štasný (v německém přepise Franz Johann Štasný, 1764, Praha - kolem roku 1830, Mannheim), byl český violoncellista a hudební skladatel.

## Život
Narodil se jako syn hobojisty Jana Šťastného († 1788) a violoncellista a skladatel Bernard Václav Šťastný byl jeho bratr.
František Jan působil jako violoncellista v Praze a v dalších evropských městech. mj. v Norimberku, Londýně a Paříži a získal si pověst virtuosa. Nakonec se usadil v Mannheimu, kde našel uplatnění jako člen dvorního orchestru.

### Tvorba
Složil duety a sonáty pro dvě violoncella, divertissement a velké trio pro violu a violoncella, koncertní flétnu, violu a violoncella a sóla pro violoncello a basso continuo.